# Nanokompozyty
Nanokompozyty – materiały stałe, szczególny rodzaj nanomateriałów, które posiadają powtarzalną strukturę fazową wytworzoną w skali mniejszej niż 100 nm przynajmniej w jednym z wymiarów, występującą  między dwoma lub więcej różnymi substancjami. Istnieją również inne definicje tego pojęcia, jednak kluczowym rozróżnieniem nankompozytów od innych nanomateriałów jest występowanie w nich regularnie powtarzalnych granic fazowych między co najmniej dwoma substancjami, które decydują o szczególnych właściwościach fizycznych tych materiałów.
W środowisku występuje wiele rodzajów naturalnych nanokompozytów. Stanowią kompromis pomiędzy właściwościami mechanicznymi a stabilnością.